# Jean Link
Jean Link   (Ciutat de Luxemburg, 3 de setembre de 1938 - 4 de juny de 2020) fou un competidor d'esgrima luxemburguès. Va competir, tant individualment com per equips, en proves de floret als Jocs Olímpics de 1960 disputats a Roma.
El 1959 va rebre el premi Esportista Luxemburguès de l'Any.